# Otkiseljavanje vina
Otkiseljavanje vina je tehnološki proces kojim se smanjuje kiselost vina. U Hrvatskoj Pravilnik o proizvodnji vina, članak 16. Dokiseljavanje i otkiseljavanje regulira taj zahvat. Smije se provesti postupak djelomičnog otkiseljavanja u zoni B te djelomičnog otkiseljavanja i dokiseljavanja u zoni C1 i C2. Smije ga se provesti samo u masulju, moštu, moštu u vrenju i mladom vinu u vrenju. Smije se otkiseljavati vino do granice od 1,0 g/L izraženo kao vinska kiselina. Smije se djelimice otkiseljavati mošt namijenjen koncentriranju. Ne smije se istovremeno dokiseljavati i pojačavati niti dokiseljavati i otkiseljavati isti proizvod.